# Дахно, Владимир Петрович
Влади́мир Петро́вич Дахно́ (род. 29 декабря 1928, Лесовичи) — архитектор, член-корреспондент Академии архитектуры Украины (с 1992), директор КиевНИИТИАГ(1981—1988).

## Биография
Владимир Петрович Дахно родился 29 декабря 1928 года в селе Лесовичи.

В 1950 году закончил архитектурный факультет Киевского инженерно-строительного института, является учеником И. Ю. Каракиса.

В 1961—1995 годах работал в КиевНИИТИАГе.

В 1981—1988 годах был директором КиевНИИТИАГа.

В 1992 году стал членом-корреспондентом Академии архитектуры Украины.

В 1995 году эмигрировал в Германию.

## Публикации
- Дахно В. П. Объединённые пассажирские станции и вокзалы — Киев. — «Будівельник». — 1965. — 79 с., 2190 экз.
- В. П. Дахно и др. Архитектура Украины на современном этапе — Киев: «Будівельник», 1984.— 152 стр., илл.— Библиогр.: с. 149—150. Тираж 3500 экз.
- Дахно В. П. Архитектура Советской Украины — Киев. — 1986.
- Дахно В. П. Архитектурная драма послесоветского Киева, Киев, 1994.
- Дахно В. П. Небоскрёбы в Киеве: Манхэттен на Днепре? / / ПУ. 1999. Ч. 1.

## Избранные Реализованные Проекты
- Интерьер Кабинета Министров Украины (1952)

## Семья
- Двоюродный брат — Дахно, Владимир Авксентьевич.